# Muzeul Scriitorilor Dâmbovițeni
Muzeul Scriitorilor Dâmbovițeni este un muzeu județean din Târgoviște, amplasat în Str. Justiției nr. 7. Casa în care a trăit, a visat și a creat scriitorul Ioan Alexandru Brătescu-Voinești găzduiește acum Muzeul Scriitorilor Dâmbovițeni, inaugurat la 30 decembrie 1968. În vara anului 1897, scriitorul cumpără în Târgoviște, lăngă malul Iazului Morilor, un teren și doar într-un an construiește aici o casă, despre care într-una din scrisorile adresate mentorului său, Titu Maiorescu, spunea: Am isprăvit grijile casei de construit. În anul în care n-am scris mi-am făcut o casă ca un colț de rai, parc, grădină de pomi fructiferi, grădină de zarzavat. Din tinda de unde vă scriu, se vede toată valea Ialomiței. Sute de nuanțe de verde, de albastru și violet și, deasupra dealurilor, coamele munților albe de zăpadă. Casa mea e un roman de toată frumusețea". În această casă au locuit Ioan Alexandru Brătescu-Voinești și familia sa, până în anul 1916, când se mută în București, pe Bulevardul I.C. Brătianu; în anul 1925 scriitorul vinde colțul lui de rai doctorului Oprescu, directorului Spitalului Județean. Noul proprietar a păstrat atât distribuția încăperilor, cât și citatele latinești de pe pereții casei - Felix qui potest vivere procul negotiis (Ferice de cel ce poate trăi departe de afaceri); singurele reparații le va face în anul 1928, când mărește terasa și adaugă etajul, prelungind casa spre curtea acestei clădiri, unde și astăzi mai este un tei sădit de scriitor în anul 1903. Galeria scriitorilor târgovișteni este deschisă de Ienăchiță Văcărescu, părintele gramaticii românești, autorul vestitului Testament: Urmașilor mei Văcărești / Las vouă moștenire / Creșterea limbei românești / Ș-a patriei cinstire". Fiii săi, Nicolae și Alecu Văcărescu, și mai târziu nepoata sa, Elena Văcărescu, îi duc mai departe testamentul și ne lasă nouă urmașilor valoroasele lor creații literare și o părticică din viața lor, oglindită în manuscrisele, fotografiile și scrisorile etalate în muzeu. Spațiul destinat scriitorilor pașoptiști: Vasile Cârlova, Grigore Alexandrescu, Ion Heliade Rădulescu, Ion Ghica, cei care au luptat să facă din orașul Târgoviște simbolul înălțării și al gloriei românești, este ilustrat cu operele literare, dar și cu obiecte personale ale acestora (fotografii, scrisori, ceasul de masă al lui Vasile Cârlova, secretariul și lira lui Ion Heliade Rădulescu). Smaranda Gheorghiu, Maica Smara cum o numea poetul Mihai Eminescu, lasă prin testament târgoviștenilor opera ei literară, dar și o parte din obiectele ei dragi (mătăniile, lornionul, măsuța de toaletă, tablouri și frumosul ei costum popular pe care îl purta deseori cu mândrie), mărturii ale vieții și activității ei literare, găzduite azi într-una din sălile muzeului. Tot în această sală, Caragiale, umoristul nostru dâmbovițean, ne zâmbește dintr-o fotografie, iar Vlahuță ne privește adânc în ochi de parcă ar vrea să ne zugrăvească în România-i pitorească, cei doi scriitori având un loc binemeritat în muzeu. Calitățile realiste ale scriitorului Ioan Alexandru Brătescu-Voinești, cel care a conturat cu o deosebită măiestrie artistică locuri, oameni și fapte din Târgoviștea de la sfârșitul secolului trecut, introducându-le în circuitul literar și făcându-le nemuritoare, sunt redate atât prin creațiile sale literare, cât și prin obiectele personale (scrisori, fotografii, mobilier, cărți și tablouri), etalate într-una din cele două săli rezervate prezentării vieții și activității acestuia, cealaltă sală înfățișând camera sa de lucru. Vizitatorii care vor trece pragul celor două săli vor avea prilejul de a face indirect cunoștință cu orizontul vieții celui care prin scrisul său a sperat într-o lume a dreptății.
Clădirea muzeului este declarată monument istoric, având codul DB-IV-m-B-17795. 